# Сургучёв, Георгий Александрович
Гео́ргий Алекса́ндрович Сургучёв (22 апреля 1909, Сумы, Харьковская губерния — 10 марта 1974, Москва) — советский инженер-конструктор, организатор станкостроения, Герой Социалистического Труда.

## Биография
Георгий Сургучёв родился 22 апреля 1909 года в Сумах. По национальности русский. 
Работал инженером-конструктором на Московском станкостроительном заводе «Красный пролетарий» имени А. И. Ефремова. В 1947 году Сталинской премией была отмечена разработка группы инженеров завода, которой руководил Сургучёв (включая Э. А. Анненберга, Б. Г. Каца, В. Т. Левшунова и Н. С. Федина), в рамках этой работы они спроектировали и внедрили серию станков для токарной обработки вагонных осей. Эти станки были полностью автоматизированы, просты и удобны в обслуживании, снижали потребность в рабочем персонале в четыре раза.
С 1948 года Сургучёв главный инженер, а с 1953 года — директор завода «Красный пролетарий».
Он избирался депутатом Моссовета.
Георгий Александрович Сургучёв умер 10 марта 1974 года, он похоронен в Москве на Востряковском кладбище.

## Награды и премии
- Герой Социалистического Труда — Указом Президиума Верховного Совета СССР (неопубликованным) от 5 апреля 1971 года «за выдающиеся трудовые успехи, достигнутые в выполнении заданий пятилетнего плана, выпуск продукции высокого качества и активное участие в создании новой техники»[3].
- Сталинская премия третьей степени (1947) — за разработку конструкции и освоение в производстве серии станков для токарной обработки вагонных осей
- два ордена Ленина (15.3.1957; 5.4.1971)
- орден Трудового Красного Знамени (8.8.1966)
- медали.